# Nura (Kirghizistan)
Pour l’article homonyme, voir Nura.
Nura (en kirghize Hypa, romanisé Nura) est un village du district d'Alaï, dans la région région d'Och au Kirghizistan, traversé par la route A371 appelée aussi EM-05, l'ancienne route de la soie, en provenance de la frontière chinoise, et en direction du nord-ouest avant de franchir le col dans la vallée d'Alaï. Le village comptait 1 101 habitants en 2021. Il se situe à l'embouchure de la vallée de la rivière Nura qui s'enfonce vers le sud dans les montagnes du Pamir jusqu'aux glaciers qui chevauchent les frontières tadjik et chinoise, et au pic Leibniz.
Le village et le poste frontière d'Erkeshtam se trouvent à 7 km au nord-est, en aval, le long de la rivière Kyzylsou orientale.
Le 6 octobre 2008, un tremblement de terre a frappé ce village et celui de Qura, faisant au moins 75 morts et détruisant une centaine bâtiments. Qura, situé près de l'épicentre, a été totalement rasé. Les séismes sont fréquents dans cette région. En 2024, il y a eu sept tremblements de terre de magnitude 4 et d'une profondeur voisine de 10 km, dans un rayon de 150 km. Jusqu'à une période récente les populations semi-nomades habitaient des yourtes démontables qui étaient moins sensibles aux tremblements de terre.